# Refinaria Abreu e Lima
A Refinaria Abreu e Lima (RNEST) é uma refinaria de petróleo em operação em Ipojuca, no litoral sul do estado brasileiro de Pernambuco, que está em operação parcial, com autorização para produzir 100 mil barris de petróleo/dia. É a primeira refinaria inteiramente construída com tecnologia nacional. A Petrobras considera que essa refinaria será a mais moderna já construída em território nacional, pois será a primeira adaptada a processar 100% de petróleo pesado com o mínimo de impactos ambientais e produzir combustíveis com teor de enxofre menor do que o exigido pelos padrões internacionais mais rígidos, de 10 ppm de enxofre.
Quando o então presidente Luiz Inácio Lula da Silva lançou o projeto da refinaria, em 2005, ele tinha orçamento estimado em cerca de 2,5 bilhões de dólares. Após a descoberta de novas zonas produtoras no pré-sal e o cálculo de suas reservas, a previsão de investimentos subiu para 15 bilhões de dólares e hoje é estimada em 18,5 bilhões de dólares, o equivalente a 56,8 bilhões de reais.

## Capacidade de refino prevista
O parque de refino da Abreu e Lima será orientado principalmente para produção de óleo diesel S10, o derivado de maior consumo no País. Cerca de 70% dos derivados ali produzidos serão de óleo diesel, 32% a mais do que o normal, e com baixíssimo teor de enxofre (10 ppm). O diesel é o derivado de maior importação do Brasil e sua produção no Nordeste permitirá atender à crescente demanda por derivados na região e o excedente poderá abastecer ainda o restante do mercado nacional.
A refinaria irá produzir 230 mbpd, com partida parcial realizada em 06 dezembro de 2014, a um custo previsto de 17,1 bilhões de dólares.
O plano de negócios da Petrobras de 2008 passou a prever uma ampliação na capacidade de refino da Abreu e Lima para 240 mil barris por dia, existindo a possibilidade de uma nova expansão para até 500 mil barris por dia, o que a tornaria a maior refinaria do país. Porém o plano de negócios atualizado não prevê mais esta expansão.
Em 2018 o governo Temer decide vender a refinaria.

## A construção da refinaria
As primeiras obras relacionadas ao projeto de construção da unidade de refino tiveram início em 2007. Ainda em 2009 foi iniciada a construção civil dos prédios administrativos e de suporte da refinaria, incluindo a construção da casa de força, concluída em junho de 2009, com potência total instalada de 150 MW, que suprirá as grandes necessidades de energia da refinaria. A previsão era de que até 2011 estivessem concluídas as obras e tivesse início seu funcionamento, contudo isso não aconteceu.
Para fortalecer sua política de gestão social, a Petrobras priorizou também a contratação de fornecedores locais para a Refinaria Abreu e Lima. Para a primeira fase da obra, a terraplanagem, foram contratadas 2 800 pessoas, sendo que 95% dos trabalhadores foram arregimentados no próprio estado de Pernambuco – uma das premissas do empreendimento. As chuvas normalmente intensas nesta região (1 500 mm/ano) provocaram alagamentos em todo o Estado e atrasos no cronograma desta etapa das obras.

## Histórico
Desde os anos 1970 se discutia a necessidade de construção de uma refinaria capaz de processar simultaneamente o petróleo pesado nacional e o importado da Venezuela, na época o maior produtor de petróleo da América do Sul. Os primeiros projetos discutidos entre o governo e a Petrobras já previam a instalação de uma refinaria no Norte ou Nordeste do Brasil, para baratear os custos de frete e aumentar a geração de emprego e renda na região. Um pré-acordo com a Venezuela prevendo a garantia do fornecimento para esta refinaria chegou a ser fechado, mas não foi implementado.
No início dos anos 1990, a reaproximação entre Brasil e Venezuela reavivou estes planos, a partir dos acordos de La Guzmania, assinados em 4 março de 1994, pelos então Presidentes Itamar Franco e Rafael Caldera. Entretanto os planos acabaram novamente adiados. Nos anos 2000, a aproximação da Venezuela com o Mercosul, conjugada com o aumento do consumo de combustíveis na região Nordeste, fortaleceu a necessidade do projeto, discutido publicamente pelo governo e pela Petrobras já em 2004-2005. Com a entrada da Venezuela no Mercosul, importar petróleo venezuelano ficaria mais barato e, assim, o lucro brasileiro ao refinar petróleo venezuelano e exportar derivados industrializados seria ainda maior.
A descoberta de novas zonas produtoras de petróleo no Brasil, no pré-sal, ampliou a necessidade de refinarias desta natureza, para que o país pudesse, no futuro, exportar derivados de petróleo, de valor agregado muito superior ao do óleo cru.

## Petrobras e PDVSA
A associação da Petrobras com a PDVSA foi resultado de um total de onze acordos firmados entre as duas empresas, em um longo processo de negociações iniciado na primeira metade da década de 1990 (Governo Itamar Franco). A princípio a Petrobras seria sócia majoritária (60 por cento), tendo a PDVSA e a Renor Refinaria do Nordeste S.A. (empresa privada brasileira) respectivamente 35 e 5 por cento, como sócias minoritárias.
Em 2008 foi fechado o primeiro acordo entre a Petrobras e a PDVSA prevendo que o petróleo utilizado na refinaria Abreu e Lima fosse fornecido em partes iguais pelos dois países. As negociações entre a Petrobras e a PDVSA para a construção de uma refinaria no Brasil haviam sido iniciadas em 2003, quando chegou a ser discutido o projeto de criação de uma nova empresa petrolífera sul-americana, que não foi concluído.
O acordo firmado em 2008 previa ainda que a Petrobras receberia direitos de exploração de petróleo na principal região petrolífera da Venezuela, a Faixa do Orinoco. Após um novo e duro ciclo de negociações, em 2012, o diretor do Abastecimento da Petrobras, José Carlos Cosenza, afirmou que o prazo da estrangeira iria até novembro daquele ano. O acordo previa instalações ainda maiores, com maior capacidade de refino.

## Corrupção

### Elevação dos custos
O valor efetivamente gasto na construção refinaria Rnest é alvo de intensas controvérsias. Existem estimativas de que tenha custado 4,2 bilhões de dólares a mais do que deveria, de acordo com o relatório da CPI da Petrobras, que apurou denúncias de corrupção na estatal. Esse valor considera o gasto total da implantação da Rnest, em Pernambuco. No entanto existem especialistas que estimam que o custo efetivo da construção da Rnest, com um trem de refino em vez dos dois inialmente projetados, tenha custado 16,5 bilhões de reais.

### Operação Lava Jato
Durante o processo de apuração das irregularidades ocorridas na Petrobras, investigadas pela Operação Lava Jato, entre elas a construção da Refinaria de Abreu e Lima, o ex-diretor de Abastecimento da Petrobras, Paulo Roberto Costa, em depoimento na delação premiada, revelou a ocorrência de superfaturamento por parte das empresas envolvidas em cartel nas obras da estatal. Um parecer técnico do Ministério Público Federal (MPF), de outubro de 2014, apontou um superfaturamento de 613 milhões de reais das obras da Unidade de Coqueamento Retardado (UCR) da refinaria Abreu e Lima.
Em 23 de abril de 2017, informações da delação do ex-executivo da Odebrecht Márcio Faria da Silva à Procuradoria-Geral da República (PGR) constaram que as obras realizadas na refinaria renderam 90 milhões de reais em propinas para ex-executivos da Petrobras ligados ao Partido Progressista (PP), ao Partido dos Trabalhadores (PT) e ao Partido Socialista Brasileiro (PSB). Segundo ele, as maiores empreiteiras do País se reuniram previamente para combinar a forma de atuação na licitação. As obras ficaram com a Odebrecht (atual OEC), OAS, Camargo Corrêa e Queiroz Galvão. Dois contratos foram assinados em dezembro de 2009 – um no valor de 1,485 bilhão de reais e outro, de 3,19 bilhões de reais. Com custo inicial de 7,5 bilhões de reais, a refinaria Abreu e Lima ainda não foram totalmente concluídas. Suas obras já consumiram 58,6 bilhões de reais.

## Resultados
O projeto da refinaria prevê a implantação de dois conjuntos (trens) de refino, com capacidade total de 230 mil barris por dia. O trem 1 está em operação desde novembro de 2014, com carga autorizada de 100 mil barris por dia, atendendo, principalmente, a demanda de derivados das regiões Norte e Nordeste.
Em agosto de 2016, a refinaria alcançou a marca de 3,09 milhões de barris, o equivalente a 99,77 mil barris de petróleo processados por dia, carga 0,6% superior ao mês de julho de 2016.
Atualmente, a Rnest produz, prioritariamente, Diesel S-10, sendo responsável por cerca de 30% da produção nacional deste derivado, além de gás liquefeito de petróleo (GLP), nafta petroquímica, óleo combustível e coque. Com a entrada em operação da Snox (unidade dedicada ao tratamento dos gases), prevista para junho de 2018, a Abreu e Lima passará a produzir ácido sulfúrico e enxofre e o trem 1 poderá ampliar sua capacidade autorizada de processamento de 100 mil barris dia para 115 mil barris por dia.
A refinaria foi projetada para produzir diesel com baixo teor de enxofre de acordo com os rígidos padrões internacionais, o Diesel S-10 (concentração de 10 partes por milhão de enxofre). Dentre as principais vantagens ambientais do Diesel S-10 está a redução em até 80% das emissões de material particulado e em até 98% das emissões de óxidos de nitrogênio.
A conclusão do segundo trem de refino continua sem previsão. Na divulgação do Plano Estratégico 2017 - 2021, a Petrobras informou que busca um parceiro para concluir o projeto.